# Toba (vulkaan)
De supervulkaan Toba ligt in Indonesië op het eiland Sumatra. Hij barst ongeveer eenmaal per 400.000 jaar uit, waarbij de uitbarsting van ongeveer 74.000 jaar geleden de laatste en grootste was. Deze geldt zelfs als de grootste vulkaanuitbarsting op aarde van de laatste 2 miljoen jaar. De door de uitbarsting gevormde caldera is gevuld met het Tobameer, 100 km lang en 30 km breed.
Door de uitbarsting van 74.000 jaar geleden kwam een groot gedeelte van het eiland onder een dikke laag lava te liggen en blies de vulkaan ongeveer 2790 km³ as de lucht in (ter vergelijking: bij de uitbarsting van Mount Saint Helens in 1980 kwam 1 km³ as in de lucht). Hierdoor werd een groot gebied ten noordwesten van de vulkaan onder een dikke laag as bedolven en de temperatuur daalde overal op aarde, doordat de asdeeltjes (met name het gevormde zwavelzuur) het zonlicht blokkeerden (een verschijnsel vergelijkbaar met een nucleaire winter). In 1993 werd verondersteld dat de omstandigheden zo dramatisch waren dat de mens bijna uitstierf, maar deze theorie is omstreden.